# Justine Aimée Ngounou Tchokonthieu
Justine Aimée Ngounou Tchokonthieu, née le 28 avril 1960 à Nkongsamba, dans la région du Littoral, est une magistrate camerounaise. Procureur général du Tribunal criminel spécial (TCS) en 2015, elle est la première femme à occuper ce poste depuis sa création en 2012.

## Biographie

### Enfance, formations et débuts
Justine Aimée Ngounou naît le 28 avril 1960 à Nkongsamba,. Elle y fait ses études primaires et secondaires, avant de rejoindre l’université de Yaoundé en 1979. Elle y obtient une maîtrise en Droit privé francophone. En 1983, elle intègre l’École nationale d’administration et de magistrature (Enam). En 1985, elle en sort diplômée de la section Magistrature. 

### Carrière
Sa carrière professionnelle commence à l’Est comme substitut du procureur près les tribunaux de Bertoua, puis à Mbanga comme substitut du procureur près le tribunal de première instance,. En juillet 2015, elle est procureur général près la cour d’appel du Nord.